# اکامیا
اکامیا یک منطقهٔ مسکونی در امارات متحده عربی است که در فجیره واقع شده‌است.

## خصوصیات
اکامیا ۸ متر بالاتر از سطح دریا واقع شده‌است.